# Rhytidoponera kurandensis
Rhytidoponera kurandensis är en myrart som beskrevs av Brown 1958. Rhytidoponera kurandensis ingår i släktet Rhytidoponera och familjen myror. Inga underarter finns listade i Catalogue of Life.